# Profronde van Drenthe 2009
La Profronde van Drenthe 2009, quarantasettesima edizione della corsa, valida come evento dell'UCI Europe Tour 2009 categoria 1.1, si svolse il 13 aprile 2009 su un percorso di 205,2 km. Fu vinta dall'italiano Maurizio Biondo, che terminò la gara in 4h 44' 48" alla media di 43,23 km/h.
Furono 74 i ciclisti che portarono a termine la competizione.

## Ordine d'arrivo (Top 10)
| Pos. | Corridore           | Squadra        | Tempo    |
| ---- | ------------------- | -------------- | -------- |
| 1    | Maurizio Biondo     | Cer. Flaminia  | 4h44'48" |
| 2    | Kenny van Hummel    | Skil-Shimano   | s.t.     |
| 3    | Grega Bole          | Amica Chips    | s.t.     |
| 4    | Baden Cooke         | Vacansoleil    | s.t.     |
| 5    | Dominique Rollin    | Cervélo        | s.t.     |
| 6    | Arnoud van Groen    | Vacansoleil    | s.t.     |
| 7    | Marco Bos           | Cycl. Jo Piels | s.t.     |
| 8    | Dennis van Winden   | Rabobank Con.  | s.t.     |
| 9    | Michel Kreder       | Rabobank Con.  | s.t.     |
| 10   | Alessandro Maserati | Cer. Flaminia  | s.t.     |